# Haji Bakr
Samir Abd Muhammad Al-Khlifawi (en arabe : سمير عبد محمد الخليفاوي), plus connu sous le pseudonyme Haji Bakr (en arabe : حجي بكر) ou parfois la kunya Abou Bakr al-Iraki (en arabe : أبو بكر العراقي ) est un militaire irakien, officier de l'armée irakienne jusqu'à l'invasion américaine de 2003, puis chef djihadiste de l'État islamique.

## Biographie
Samir Abd Muhammad Al-Khlifawi intègre les forces armées irakiennes sous le régime de Saddam Hussein, il est colonel d'état-major au moment de l'invasion de l'Irak par les États-Unis en 2003,, et aurait servi pendant une période sur la base aérienne Al-Taqaddum. Selon le journal Der Spiegel, Haji Bakr aurait été officier dans les services secrets de l'Armée de l'air, ce qui est contesté par Romain Caillet, chercheur à l'Institut français du Proche-Orient et par Amaury Gilliers, juriste internationaliste, qui indique qu'aucun « service de renseignement de la défense aérienne » n'a jamais existé sous le régime de Saddam Hussein. Selon le chercheur irakien Hischam Al-Hachimi, l'officier est « extrêmement intelligent, décidé et un excellent logisticien », à l'époque c'est « un nationaliste, pas un islamiste ».
Après l'invasion américaine et la dissolution de l'armée irakienne, il se retrouve sans emploi, comme de nombreux officiers sunnites. Il passe alors dans la clandestinité puis rejoint le groupe djihadiste Jama'at al-Tawhid wal-Jihad mené par Abou Moussab Al-Zarqaoui. Capturé en 2006, il passe deux années d'emprisonnement à camp Bucca et à la prison d'Abou Ghraib,,,.
Libéré, il rejoint l'État islamique d'Irak dont il intègre le conseil militaire. En 2012, il passe en Syrie au début de la guerre civile et participe à la fondation du Front al-Nosra, qui est alors un bras secret de l'État islamique en Irak, jusqu'à sa séparation en 2013. 
Haji Bakr joue un rôle important dans l'infiltration en Syrie de ce qui devient l'État islamique en Irak et au Levant (EIIL), notamment par l'implantation de cellules d'espions dans des villes et des villages, des campagnes d'assassinats et d'enlèvements ciblés ou l'infiltration par des mariages dans des familles influentes,,,,,. En décembre 2012, il s'installe discrètement dans une maison de la ville de Tall Rifaat, au nord d'Alep. C'est là qu'il conçoit sur papier les chaînes de commandement de l'Amniyat, les services de renseignement de l'État islamique, et désigne les émirs régionaux,.
En janvier 2014, un conflit général éclate entre les rebelles et l'EIIL et les combats gagnent Tall Rifaat. Haji Bakr vit alors toujours à l'intérieur de la ville, discrètement, dans une simple maison, mais il est dénoncé aux rebelles comme un « cheikh de Daech » par un de ses voisins. Le 14 janvier 2014, un groupe d'hommes dirigé par Abdelmalik Hadbe appartenant aux Brigades des martyrs de Syrie se rend alors à son domicile pour l'arrêter,. Haji Bakr refuse de les suivre, il s'empare d'une arme et tente de résister, seul, mais il est abattu,,. Les rebelles ignorent cependant l'importance d'Haji Bakr au sein du commandement de l'État islamique. Ils placent son corps dans un congélateur, saisissent tous ses papiers et documents et se rendent compte par la suite qu'ils ont tué un très haut cadre de l'EIIL. La femme d'Haji Bakr est capturée et fera partie des personnes relâchées en septembre contre des diplomates turcs capturés par l'EIIL à Mossoul,,.